# Liste der Monuments historiques in Bourscheid
Die Liste der Monuments historiques in Bourscheid führt die Monuments historiques in der französischen Gemeinde Bourscheid auf.

## Liste der Objekte
| Bezeichnung                | Beschreibung                  | Standort                       | Kennzeichnung | Schutzstatus | Datum | Bild |
| -------------------------- | ----------------------------- | ------------------------------ | ------------- | ------------ | ----- | ---- |
| Orgel                      | Haupteintrag für PM57000569   | in der Kirche St-Michel (Lage) | PM57000719    | Classé       | 1994  |      |
| Instrumentalteil der Orgel | 1889 von Edgard Wetzel gebaut | in der Kirche St-Michel (Lage) | PM57000569    | Classé       | 1994  |      |